# James Cahill
James Cahill (Blackpool, 27 de diciembre de 1995) es un jugador de snooker inglés.

## Biografía
Nació en la ciudad inglesa de Blackpool en 1995. Es jugador profesional de snooker desde 2013, aunque se ha caído en más de una ocasión del circuito profesional. No se ha proclamado campeón de ningún torneo de ranking, y su mayor logro hasta la fecha fue alcanzar los octavos de final tres veces, a saber: los del Campeonato del Reino Unido de 2014 (cayó 2-6 ante Mark Davis), los del Abierto de la India de 2019 (1-4 contra John Higgins) y los del Campeonato Mundial de Snooker de 2019 (12-13 frente a Stephen Maguire). Tampoco ha logrado hilar ninguna tacada máxima, y la más alta de su carrera está en 134.